# Nanase Aikawa
Nanase Aikawa (jap. 相川七瀬 Aikawa Nanase; ur. 16 lutego 1975 r.) – japońska rockowa i popowa piosenkarka. Związana z wytwórnią Motorod, oddział Avex Group.

## Dyskografia

### Albumy
- Red (3 lipca 1996)
- paraDOX (2 lipca 1997)
- Crimson (22 lipca 1998)
- I.D. (19 maja 1999)
- Foxtrot (16 lutego 2000)
- The Last Quarter (27 września 2001)
- ID:2 (26 marca 2003)
- 7 seven (18 lutego 2004)
- The First Quarter (16 lutego 2005)
- R.U.O.K?! (19 listopada 2005)
- REBORN (18 lutego 2009)
- Konjiki (jap.  今事紀 ) (6 lutego 2013)
- NOW OR NEVER (26 października 2016)
- ROCK GOES ON (20 czerwca 2018)

### Single
- "Yumemiru Shoujou Ja Irarenai" (8 listopada 1995)
- "Bye Bye" (9 lutego 1996)
- "Like A Hard Rain" (17 kwietnia 1996)
- "Break Out!" (5 czerwca 1996)
- "Koigokoro" (7 października 1996)
- "Troublemaker" (13 lutego 1997)
- "Sweet Emotion" (1 maja 1997)
- "Bad Girls" (12 listopada 1997)
- "Kanojo To Watashi No Jijou" (4 lutego 1998)
- "Nostalgia" (8 maja 1998)
- "Lovin You" (6 listopada 1998)
- "Cosmic Love" (17 marca 1999)
- "Sekai Wa Kono Te No Naka Ni" (23 lipca 1999)
- "Jealousy" (29 września 1999)
- "China Rose" (8 grudnia 1999)
- "Midnight Blue" (31 maja 2000)
- "Seven Seas" (9 sierpnia 2000)
- "No Future" (31 stycznia 2001) (Zoids: New Century Zero Opening)
- "Dandelion" (31 stycznia 2001)
- "Owarinai Yume" (5 lipca 2002) (InuYasha Opening)
- "Roppongi Shinjyu" (9 października 2002)
- "Shock of Love" (13 lutego 2003)
- "R-Shitei" (27 listopada 2003)
- "Ai no Uta" (21 stycznia 2004)
- "Round ZERO ～ BLADE BRAVE" (18 lutego 2004) (Kamen Rider Blade (opening pierwszy))
- "Mangekyo/UNLIMITED" (29 września 2004) (Siedmiu Samurajów (opening pierwszy))
- "Kagiriaru Hibiki" (19 stycznia 2005)
- "EVERYBODY GOES" (25 lutego 2006) (Madan Senki Ryukendo (ending pierwszy))
- "PRISM" (24 maja 2008)
- "tAttoo" (11 listopada 2009)
- "Ai ga Tomaranai" (29 września 2010)
- "Hikarinomi" (31 października 2012)